# Сокоде
Соко́де (фр. Sokodé) — місто в Того, адміністративний центр Центрального регіону. Є другим найбільшим містом країни після столиці.

## Географія
Сокоде розташоване між річками Мо та Моно за 399 км на північ від Ломе, на висоті 415 м над рівнем моря. Лежить на півдорозі між узбережжям Атлантичного океану та Сахелем.

### Клімат
Місто знаходиться у зоні, котра характеризується кліматом тропічних саван. Найтепліший місяць — березень із середньою температурою 28,9 °C (84 °F). Найхолодніший місяць — серпень, із середньою температурою 24,4 °С (76 °F).
| Клімат Сокоде           | Клімат Сокоде | Клімат Сокоде | Клімат Сокоде | Клімат Сокоде | Клімат Сокоде | Клімат Сокоде | Клімат Сокоде | Клімат Сокоде | Клімат Сокоде | Клімат Сокоде | Клімат Сокоде | Клімат Сокоде | Клімат Сокоде |
| Показник                | Січ.          | Лют.          | Бер.          | Квіт.         | Трав.         | Черв.         | Лип.          | Серп.         | Вер.          | Жовт.         | Лист.         | Груд.         | Рік           |
| Абсолютний максимум, °C | 37            | 38            | 40            | 38            | 37            | 36            | 35            | 36            | 36            | 35            | 38            | 37            | 40            |
| Середній максимум, °C   | 32            | 34            | 34            | 32            | 31            | 29            | 27            | 27            | 28            | 30            | 32            | 31            | 31            |
| Середня температура, °C | 26            | 28            | 28            | 28            | 27            | 26            | 25            | 24            | 25            | 26            | 26            | 25            | 26            |
| Середній мінімум, °C    | 20            | 22            | 23            | 23            | 22            | 22            | 21            | 21            | 21            | 21            | 20            | 19            | 21            |
| Абсолютний мінімум, °C  | 10            | 10            | 17            | 17            | 20            | 18            | 16            | 18            | 16            | 16            | 13            | 8             | 8             |
| Днів з опадами          | 1             | 1             | 3             | 5             | 7             | 8             | 13            | 14            | 12            | 6             | 1             | 0             | 71            |
| ----------------------- | ------------- | ------------- | ------------- | ------------- | ------------- | ------------- | ------------- | ------------- | ------------- | ------------- | ------------- | ------------- | ------------- |
| Джерело: Weatherbase    |               |               |               |               |               |               |               |               |               |               |               |               |               |

## Населення
За даними на 2004 рік населення Сокоде налічувало 86 500 чоловік; за даними на 2010 рік воно становить близько 113 000 чоловік. Місто знаходиться в районі проживання народності тем, яка становить більшу частину населення Сокоде. Основна мова — котоколі (тем); поширені також мови еве і кабіє. Близько 70 % мешканців міста — мусульмани, інші 30 % — християни, головним чином католики.

## Економіка
Економіка міста заснована на торгівлі та ремеслах. Промисловість розвинена слабо. В районі міста вирощують кукурудзу, маніок, ямс, стручковий перець, бобові тощо. Розвинене розведення великої рогатої худоби. Сільське населення в районі Сокоде належить головним чином до етнічної групи фульбе.